# Duplicatus

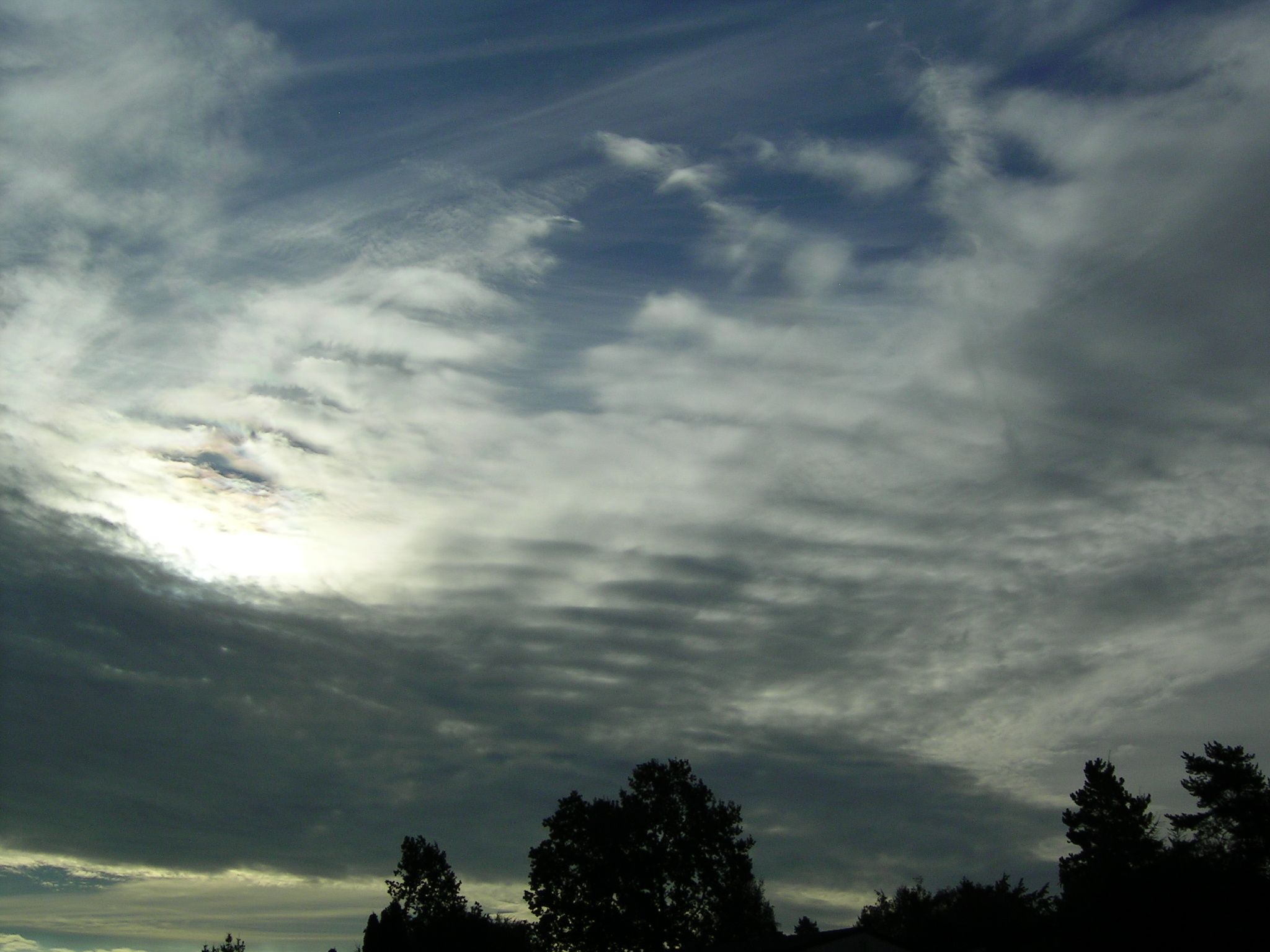
Stratocumulus duplicatus

duplicatus (łac. duplicare – podwajać, powtarzać) – odmiana chmur. Ma postać rozdwojonych ławic, warstw lub płatów. Występują one na nieco innych poziomach, niekiedy są ze sobą częściowo połączone. Określenie duplicatus odnosi się do chmur Cirrus, Cirrostratus, Altocumulus, Altostratus i Stratocumulus.